# مخطط عرضي
المخطط العرضي هو مصطلح يترادف مع المخطط المبعثر المستخدم في المقام الأول في علوم الأرض والعلوم الاجتماعية لوصف مخطط بياني متخصص يقارن بين عدة مقاسات أٌخذت في وقت واحد أو موقع واحد بمحاذاة اثنين أو أكثر من المحاور. ومحاور المخطط في العادة مؤلفة من خطوط لكن ربما تكون لوغاريتمية أيضًا.
ويُستخدم المخطط العرضي في تفسير بيانات فيزياء الأرض (على سبيل المثال، تحليل السعة مقابل التعويض) والجيوكيمياء وعلم المياهيات.